# Juninatten
Juninatten är Tora Nordström-Bonniers debutroman från 1933.
Romanen blev en försäljningssuccé och 1935 köpte Svensk Filmindustri filmrättigheterna. Det dröjde dock till 1939 innan filminspelningen påbörjades och  1940 hade filmen  Juninatten premiär.

## Handling
Journalisten Willy Wilson skriver ett sensationsreportage om flickan Kerstin som varit nära att mördas av sin pojkvän. Kerstin överlever och träffar läkaren Stefan, som en juninatt blir förälskad i henne. Han lämnar sin tidigare kvinna, sjuksköterskan Åsa, och reser iväg med Kerstin. Journalisten Willy Wilson har ett förhållande med Anna Dalin, kallad Nickan, men ser henne mest som tillfälligt sällskap och saknar planer på att gifta sig med henne. När Willy finner den förmögnare Jane Jacob uppstår större tycke, inte minst därför att hon tror på honom som journalist.